# Werner Bramke

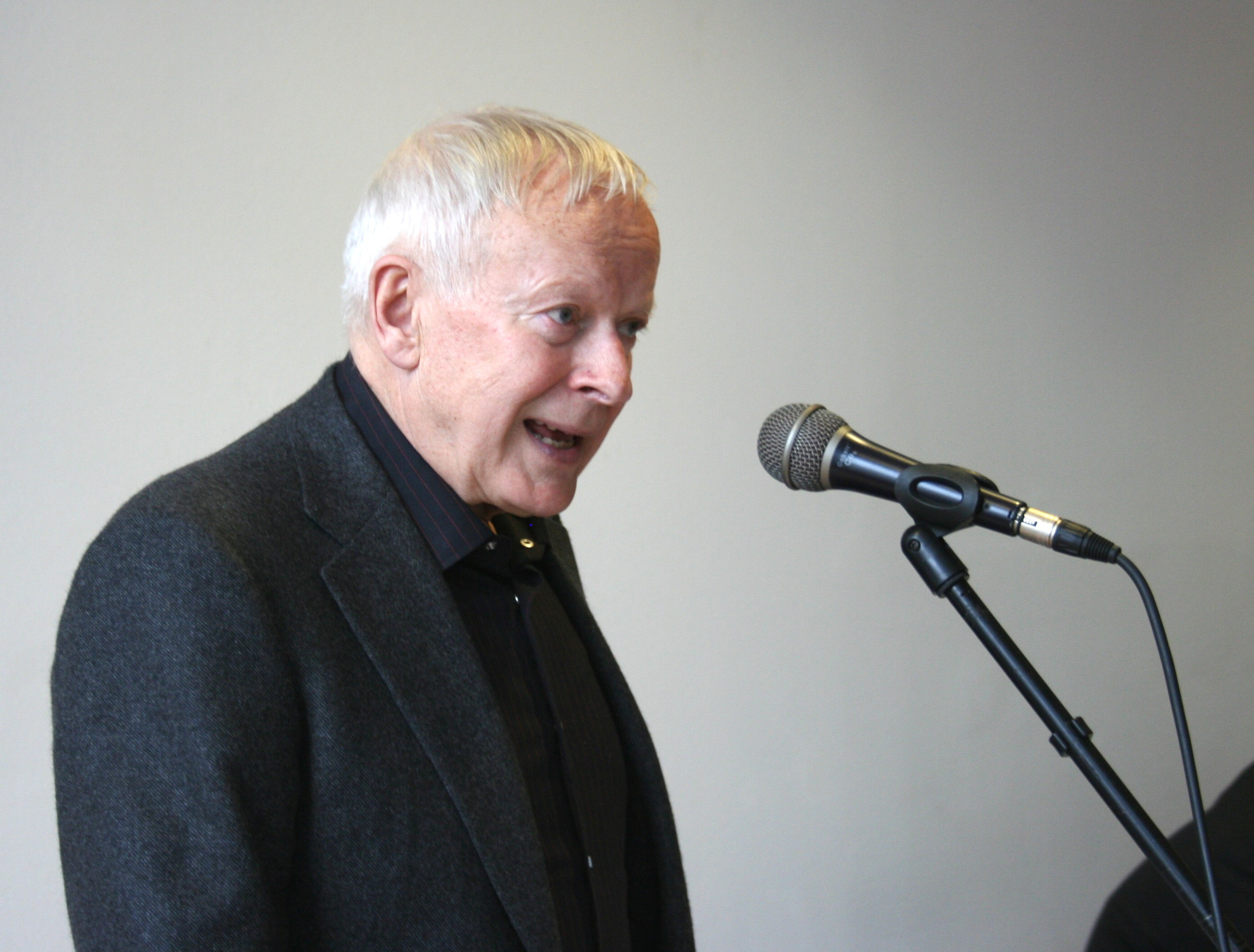
Werner Bramke (2009)

Werner Bramke (* 8. Juli 1938 in Cottbus; † 24. Januar 2011 in Leipzig) war ein deutscher Historiker und Politiker (PDS). Er war von 1994 bis 2003 Abgeordneter des Landtags von Sachsen.

## Leben
Bramke studierte nach dem Abitur und einem praktischen Jahr an der Oberschule in Cottbus von 1957 bis 1962 Geschichte und Germanistik an der Pädagogischen Hochschule Potsdam. Anschließend war er bis 1969 als Berufsschullehrer für Geschichte, Deutsch, Staatsbürgerkunde und Latein im Kreis Geithain und in Delitzsch tätig. Im Jahr 1969 promovierte er zur Thematik „Die Stellung des Kyffhäuserbundes im System der militaristischen Organisationen in Deutschland 1918-1934“ in den Fächern Kultur- und Militärgeschichte an der PH Potsdam und war dann bis 1972 als wissenschaftlicher Mitarbeiter am Militärhistorischen Institut Potsdam tätig. Seit 1972 war er Oberassistent am Lehrstuhl für Deutsche Geschichte und Geschichte der deutschen Arbeiterbewegung an der Karl-Marx-Universität Leipzig. 1976 legte er zur Thematik „Grundzüge und Traditionspflege im antiimperialistischen Kampf der KPD zur Zeit der Weimarer Republik“ seine Dissertation B vor und erlangte den akademischen Grad Dr. sc. phil. Er übernahm in dem Jahr erste Dozententätigkeiten an der Universität Leipzig und wurde schließlich 1979 zum ordentlichen Professor für Neueste Geschichte und Geschichte der deutschen Arbeiterbewegung 1917–1945 an der Sektion Geschichte bzw. der Fakultät für Philosophie und Geschichtswissenschaft berufen. Von 1987 bis 1990 war er Direktor der Sektion Geschichte. Von 1992 bis 2003 hatte Bramke den Lehrstuhl für Neuere und Neueste Geschichte an der Fakultät für Philosophie und Geschichtswissenschaft bzw. der Fakultät für Geschichte, Kunst- und Orientwissenschaften der Universität Leipzig inne. Seit seinem Eintritt in den Ruhestand und Ausscheiden aus dem Sächsischen Landtag war er als freiberuflicher Publizist tätig.

## Politik
Bramke wurde 1956 oder 1958 Mitglied der SED, die sich später in PDS umbenannte. Er war von 1976 bis 1977 GO-Sekretär und gehörte von 1994 bis zum 1. März 2003 während der zweiten und dritten Wahlperiode dem Sächsischen Landtag an. Nachdem er sein Mandat niedergelegt hatte, wurde Ralf Eißler sein Nachfolger. Bramke war stets über die Landesliste der PDS Sachsen ins Parlament eingezogen. Er war Vorsitzender im Ausschuss für Wissenschaft, Hochschule, Kultur und Medien.

## Veröffentlichungen/Werke
- Werner Bramke: Freiräume und Grenzen eines Historikers. Aus Anlass seines 60. Geburtstages, Leipziger Universitätsverlag 1998, ISBN 3-933240-14-X.
- Sachsen und Mitteldeutschland: politische, wirtschaftliche und soziale Wandlungen im 20. Jahrhundert, Verlag: Böhlau, 1995, ISBN 3412002941
- (Hrsg. gemeinsam mit Ulrich Heß): Wirtschaft und Gesellschaft in Sachsen im 20. Jahrhundert (Leipziger Studien zur Erforschung von regionenbezogenen Identifikationsprozessen, Band 2), Leipziger Universitätsverlag 1998, ISBN 3-931922-88-X.
- Carl Goerdeler und Leipzig, Verlag: Rosa-Luxemburg-Verein, 1995, ISBN 3929994399
- Die Krise der Demokratie: Erfahrungen aus einem ostdeutschen Landtag, Verlag: Faber & Faber, 2006,
- Leipzig in der Revolution von 1918/1919, Verlag: Leipziger Universitätsverlag, 2009, ISBN 3865834086